# Memorial Marco Pantani
De Memorial Pantani is een eendaagse wielerwedstrijd over ruim 183 kilometer door de geboorteplaats van de op 14 februari 2004 overleden topwielrenner Marco Pantani. In deze wedstrijd worden 5 ronden afgelegd door Cesenatico.

## Lijst van winnaars

### Overwinningen per land
| Overwinningen | Land        |
| ------------- | ----------- |
| 17            | Italië      |
| 2             | Kazachstan  |
| 1             | Zwitserland |

| Overwinningen | Renner            | Land       | Jaren      |
| ------------- | ----------------- | ---------- | ---------- |
| 2             | Fabio Felline     | Italië     | 2012, 2020 |
| 2             | Aleksej Loetsenko | Kazachstan | 2019, 2023 |